# شهرستان ژنگیانگ
شهرستان ژنگیانگ (به لاتین: Zhengyang County) یک شهرستان‌های جمهوری خلق چین در چین است که در ژومادیان واقع شده‌است.